# Serhiy Frolov
Serhiy Frolov (transliteração em ucraniano: Сергій Фролов, Zaporíjia, 14 de abril de 1992) é um nadador ucraniano. Representou a Ucrânia em três edições dos Jogos Olímpicos: 2012, 2016 e 2020.

## Biografia
Frolov nasceu na cidade de Zaporíjia, localizada no Oblast de Zaporíjia, no ano de 1992. Ainda em sua cidade natal, começou a treinar natação no clube local SC Spartak-KPU. Após vencer alguns campeonatos locais, foi convidado a participar do Campeonato Europeu de Natação em Piscina Curta, na edição de 2010, realizado em Eindhoven, nos Países Baixos. Na edição, conquistou a medalha de bronze para Ucrânia, ao disputar a categoria de 1500 m livres, sendo superado apenas pelo italiano Federico Colbertaldo.
Com o bom desempenho constatado no campeonato europeu, foi selecionado para integrar a equipe sueca para os Jogos Olímpicos de Verão de 2012, realizados em Londres, capital da Inglaterra. Participou da categoria de 400 metros livre, onde conseguiu a décima sétima posição. Na mesma edição, também participou da categoria de 1500 m livres - a mesma que o sagrou com a medalha de prata dois anos antes no campeonato europeu - onde conseguiu o décimo lugar, com seu tempo garantindo o recorde nacional ucraniano na categoria.
Na edição seguinte, foi com o selecionado sueco para o Rio de Janeiro, no Brasil, disputar os Jogos Olímpicos de Verão de 2016. Nesta edição, Frolov, participou da categoria de 1500 m livres, onde alcançou o décimo sétimo lugar. Em comparação de seu tempo com a prova na edição anterior, o atleta foi cinco segundos mais lento na competição realizada no Brasil.
Em 2017, retornou ao Rio de Janeiro, para participar 49ª Mundial Militar de Natação. Na competição de 1500 m livres, ficou a medalha de bronze, sendo superado pelo francês Marc-Antoine Olivier e o brasileiro Guilherme da Costa.
Posteriormente, foi novamente convocado para o quadro sueco nas Olimpíadas. Os Jogos Olímpicos de Verão de 2020 - realizados em 2021 em Tóquio, devido a Pandemia de COVID-19, marcou uma nova passagem de Frolov pelos Jogos. Participou pela primeira vez nos Jogos, da categoria de 800 m de nado livre, onde após classificar-se em sétimo lugar nas preliminares, alcançou o sexto lugar para a Ucrânia na prova final. Também participou da categoria de 1500 m livres, onde alcançou o oitavo lugar, mantendo o mesmo tempo da edição de 2016.
Já em 2019, participou dos Jogos Mundiais Militares, realizados em Wuhan, na China.  Na competição, venceu três medalhas, uma de ouro, uma de prata e uma de bronze em três categorias que disputou na natação.